# 岩手県道193号唐丹日頃市線
岩手県道193号唐丹日頃市線（いわてけんどう193ごう とうにひころいちせん）は、岩手県釜石市と大船渡市を結ぶ一般県道である。

## 概要
大船渡市と釜石市を結ぶ路線で、日頃市地区と唐丹地区を結ぶ最短ルートだが、頂上の赤坂峠付近は冬季閉鎖される上、幅が狭く、急カーブの連続で通行しづらい。この道路は五葉山登山口へのアクセス道路としても利用される。

### 路線データ
- 起点：釜石市唐丹町字下荒川（岩手県道250号吉浜上荒川線交点）
- 終点：大船渡市日頃市町字関谷（国道107号交点）

## 地理

### 通過する自治体
- 釜石市
- 大船渡市

### 交差する道路
- 岩手県道250号吉浜上荒川線（起点）
- 国道45号
- 国道107号（終点）